# Ciudades de Guam
Guam (Guåhån en chamorro, también llamado Guaján en español, hoy en desuso), es una isla en el Pacífico occidental, perteneciente a Estados Unidos como territorio no incorporado. Es uno de los 16 territorios no autónomos bajo supervisión del Comité de Descolonización de las Naciones Unidas, con el fin de eliminar el colonialismo. 
Guam fue territorio español, gobernado como parte de la Capitanía General de las Filipinas desde el siglo XVI hasta 1898 cuando fue anexionada en el contexto de la guerra hispano-estadounidense. Se trata de la más grande y meridional de las Islas Marianas. La capital es Agaña.

## Ciudades de Guam
El territorio de Guam está dividido en 19 municipalidades, más comúnmente llamadas ciudades. Cada municipalidad está gobernada por un gobernador elegido por el pueblo mediante elecciones. La población de las ciudades va de los 1.000 a los 40.000 habitantes. Según el censo de 2000, la población total es de 154.805. 

Municipalidades de Guam, 2006.

## Historia
Muchas ciudades tienen mucha historia, a veces de miles de años. Artefactos de antiguos poblados chamorros son encontrados en todas las ciudades de Guam. Cuando España colonizó Guam, la isla se dividió en distritos separados. Cada distrito consistía en una parroquia con una ciudad gobernada por un alcalde, elegido por el gobernador de la isla.
Muchos chamorros, la población indígena de Guam, fueron forzados a vivir en las nuevas ciudades, cada una con una iglesia, para poder cristianizarlos. En el siglo XVIII, había en la isla seis parroquias: Agaña, Agat, Umatac, Merizo, Inarajan, y Pago.
Antes de la colonización española, los chamorros tenían a menudo celebraciones en las islas. Tras adoptar el cristianismo esas fiestas se fueron convirtiendo en celebraciones en honor a los santos de cada ciudad. Aún hoy se conservan estas fiestas.
La división de Guam actual se hizo en 1920 bajo la administración de la marina estadounidense.

## Lista de ciudades
| Ciudades            | Población (censo del 2000) |
| ------------------- | -------------------------- |
| Agaña               | 1.100                      |
| Altos de Agaña      | 3.940                      |
| Agat                | 5.656                      |
| Asan-Maina          | 2.090                      |
| Barrigada           | 8.652                      |
| Chalan-Pago-Ordot   | 5.923                      |
| Dededo              | 42.980                     |
| Inarajan            | 3.052                      |
| Mangilao            | 13.313                     |
| Malesso             | 2.152                      |
| Mongmong-Toto-Maite | 5.845                      |
| Piti                | 1.666                      |
| Santa Rita          | 7.500                      |
| Sinajana            | 2.853                      |
| Talofofo            | 3.215                      |
| Tamuning            | 18.012                     |
| Umatac              | 887                        |
| Yigo                | 19.474                     |
| Yona                | 6.484                      |